# Weihbutter
Die Herstellung der Weihbutter ist ein traditioneller Osterbrauch, der besonders im Lungau verbreitet ist. Auch in einigen Ortschaften des Ennstales, des Pinzgaus und in osteuropäischen Ländern werden zu Ostern symbolische Butterskulpturen hergestellt, die während des Ostergottesdienstes geweiht werden.
Zur Herstellung der Weihbutter wird weiche Butter in Holzmodel, die zuvor in lauwarmem Wasser eingeweicht wurden, gedrückt. In die traditionellen, früher aus Zirbelholz hergestellten Model sind oft christlichen Segenszeichen geschnitzt, die die Symbole des Leidens Christi symbolisieren: die Geißelsäule, das Kreuz, die schmerzenden Herzen von Jesus und Maria, Sonne, Mond und Sterne sowie anbetende Menschen. In einigen Ortschaften wird die Weihbutter in Form eines Osterlammes oder Butterhennen geformt. Die Butter wird mitunter mit getrockneten Weinbeeren garniert, die Blutstropfen oder Tränen symbolisieren. Die Basis der Weihbutter kann in einigen Ortschaften durch Butterlocken verziert sein, die durch Knoblauch-oder Kartoffelpressen gedrückt wurden und die ein Sinnbild für die Dornenkrone darstellen. Der Lockenkranz wird anschließend mit frischen Frühlingsblüten zum Zeichen der Osterfreude verziert. Mehrere Weihbutter-Figuren werden regional zu sogenannten Weihbutterstöcken arrangiert, die das Sinnbild der Kirche darstellen.
Die Butterskulpturen, meist in Form eines Pyramidenstumpfes, die regional bis zu 12 kg schwer sein können, werden während des Ostergottesdienstes im Rahmen der Segnung der Speisen geweiht und anschließend während des Festessens an den Osterfeiertagen in den Familien aufgetragen. Im 19. Jahrhundert war es üblich, dass die Weihbutter für den örtlichen Pfarrer von einer vermögenden Bauersfamilie gestiftet und am Ostermontag, Osterdienstag und am Weißen Sonntag zu den Mahlzeiten aufgetischt wurde.